# Sweet Nothing
Sweet Nothing è un singolo del DJ britannico Calvin Harris,  pubblicato il 14 ottobre 2012 come quinto estratto dal terzo album in studio 18 Months.
Il singolo ha visto la collaborazione della cantante Florence Welch.
In concomitanza con il compleanno di Florence Welch, è arrivata la première del brano al The Chris Moyles Show su BBC Radio 1 il 28 agosto 2012. Il brano ha esordito in vetta nella classifica britannica dei singoli ed è il primo per Harris in tre anni da I'm Not Alone. Il brano si aggiudica anche una candidatura nella categoria miglior registrazione dance ai Grammy Awards 2014.

## Descrizione
Prima di realizzare il suo nuovo album 18 Months, Harris ha deciso di collaborare con Florence Welch. Il produttore aveva collaborato con la leader dei Florence and the Machine producendo un remix di Spectrum, un brano del gruppo anch'esso capace di dominare la classifica britannica dei singoli. Calvin ha affermato a MTV News che il brivido con cui aveva dato la caccia all'artista adatta avrebbe reso la collaborazione molto più che speciale. Il produttore aveva incontrato Florence Welch alcuni anni prima ed in lui era scattato per lei un interesse:
Ha affermato inoltre che per registrare il brano «ha dovuto perseguitare Florence e, una volta registrata la sua voce, ha realizzato uno dei brani più belli che avesse mai fatto». Ha anche dichiarato che «Florence aveva molto da fare in quel periodo. Era nel bel mezzo di un tour e aveva avuto solo 3 giorni per registrare il brano, e io non ero lì quando è successo». Calvin era preoccupato perché pensava di non possedere il tempo necessario, ma è rimasto particolarmente sorpreso nello scoprire che Florence si è dimostrata disposta a cantare il brano poiché la riteneva «un'artista irraggiungibile». Ha poi rivelato al Rolling Stone che «probabilmente l'ha fatto per restituirgli il favore».

## Accoglienza

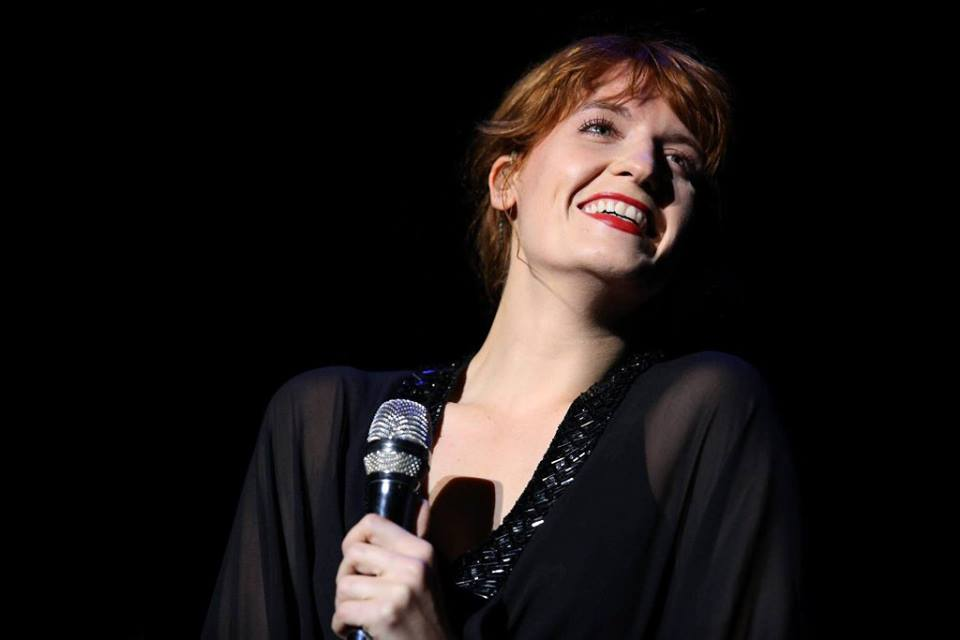
Sweet Nothing è cantato da Florence Welch (nell'immagine), che ha ricevuto il consenso da parte dei critici musicali, per aver pronunciato una voce «mansueta» ma «speciale».

Il brano ha ricevuto numerose recensioni positive da parte della stampa. Robbie Daw dal sito Idolator ha affermato: «Se qualcuno dubita che Calvin Harris fosse il nuovo re della dance pop spumeggiante che va a nozze con le radio per entrambe le coste dell'Atlantico ha assoluto bisogno di sentire questo nuovo energico pezzo». Sangeeta Nambi da She Knows Entertainment ha dato un buon parere al brano, approvando i «ritmi electro-dance di Calvin Harris» definendoli «ipnotici e che fanno andare in estasi». Ha anche apprezzato la voce «mansueta» di Florence, e ha affermato che «nonostante sia docile, si fa chiara la sua presenza negli scorci della sua personalità che affiorano quando canta il contrito testo». Chris Smith da Yahoo! UK l'ha definita «una accoppiata pop fatta in paradiso» affermando che «il brano da discoteca presenta di nuovo la genialità di Calvin Harris nel giocherellare con la manopola che non sembra stancare nonostante sia approdata sulla scena l'anno scorso con il mostruoso tormentone We Found Love. La voce di Florence si cala in maniera disinvolta nel brano – è comunque difficile capire perché non si sia mai avventurata in questo genere prima d'ora. Sweet Nothing riesce a essere convincente». Rebecca Nicholson dal The Guardian l'ha definito «il piatto forte» di 18 Months. Emily Mackay dal NME ha affermato che «il capolinea è la trasformazione di Florence in diva della dance nel power house di Sweet Nothing».

## Video musicale
Il 23 agosto, Calvin Harris ha annunciato tramite il suo profilo Facebook che stava filmando un nuovo video con i Florence and the Machine. Il 24 agosto è stato annunciato che i due artisti avrebbero girato il video in due giorni in una discoteca per camionisti a Dalston per la regia di Vincent Haycock La première del video è arrivata un mese dopo la sua realizzazione, per la precisione il 20 settembre 2012 sul canale VEVO ufficiale del dj. Florence nel video veste i panni di una spogliarellista che si dispera mentre l'attore Leo Gregory, che veste i panni del suo compagno, viene malmenato per strada da una banda di fuorilegge.
Il videoclip è stato girato al The Mildmay Club di Stoke Newington, Londra.
Nel video Florence Welch è la protagonista di una rivalsa nei confronti dell'uomo che si è approfittato di lei assoldando una banda di malviventi.

## Tracce
German CD single
1. Sweet Nothing – 3:32
2. Sweet Nothing (Tiesto remix) – 5:08

Digital EP
1. Sweet Nothing – 3:32
2. Sweet Nothing (Tiesto remix) – 5:08
3. Sweet Nothing (Burns remix) – 4:00
4. Sweet Nothing (Dirtyloud remix) – 4:02
5. Sweet Nothing (Qulinez remix) – 6:14

## Successo commerciale
Il brano ha riscosso un ottimo successo nel globo terrestre. In Australia, ha esordito alla seconda posizione dell'apposita graduatoria dei singoli il 28 ottobre 2012. La settimana successiva si è mantenuta al medesimo posto, per poi scivolare al terzo nella settimana seguente.

## Classifiche
| Classifica (2012) | Posizione massima |
| ----------------- | ----------------- |
| Australia         | 2                 |
| Austria           | 29                |
| Belgio (Fiandre)  | 9                 |
| Belgio (Vallonia) | 23                |
| Canada            | 15                |
| Danimarca         | 8                 |
| Finlandia         | 9                 |
| Francia           | 38                |
| Germania          | 19                |
| Giappone          | 36                |
| Irlanda           | 1                 |
| Norvegia          | 13                |
| Nuova Zelanda     | 2                 |
| Paesi Bassi       | 29                |
| Regno Unito       | 1                 |
| Repubblica Ceca   | 26                |
| Slovacchia        | 30                |
| Spagna            | 33                |
| Stati Uniti       | 10                |
| Stati Uniti (Pop) | 5                 |
| Svezia            | 15                |
| Svizzera          | 36                |